# クリスチャン・カレン

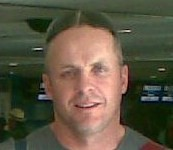
クリスチャン・カレン

クリスチャン・カレン（Christian Mathias Cullen, 1976年2月12日 - ）は、ニュージーランド出身の元ラグビー選手。現役時代のポジションはフルバック(FB)。

## 人物
ウェリントン郊外パラパラウム生まれ。カピティ・カレッジ卒業。ラグビーニュージーランド高等学校代表を経て1995年にNPC（現在のエアニュージーランドカップ）マナワツに所属。セントラル・バイキングス（1999年にホークスベイとマナワツに統合）を経て1998年から2003年までウェリントンに所属し2000年にはウェリントンの14年ぶりの優勝に貢献している。2003年から2006年までアイルランドのマンスターに所属し、マンスターを最後に現役生活から引退した。
1996年から2003年までスーパーラグビー（スーパー14）ハリケーンズに所属、1996年から2002年までラグビーニュージーランド代表（オールブラックス）に選出され58キャップ、46トライ、236得点。オールブラックス46トライはオールブラックス史上歴代2位の記録である（2010年現在）。スーパーラグビーでは通算85試合に出場し56トライ、トライネイションズ16トライを記録。
7人制ラグビーニュージーランド代表（1995年、1996年、1998年）に選抜され、1998年コモンウェルスゲームズ大会では金メダルを獲得。
フルバックのポジションからスペースをつく戦略と的確な戦況判断のもとトライを量産した。ラグビーワールドカップ1999ではセンターで起用された経歴を持つ。足元が柔らかく、パス、ドロップキックすべての技術水準が高く、足が非常に速い。
華麗なボールさばきはオールブラックス史上最も華麗な選手の一人と称される。オールブラックス史上最多キャップ数を誇るフルバックである。
2001年は怪我の影響により出場機会が減り、また、ジョン・ミッチェルヘッドコーチ（当時）、ロビー・ディーンズアシスタントコーチ（当時）との確執も取り沙汰され、2003年にアイルランドのマンスターへ移籍するも移籍後も怪我に悩まされ目立った活躍のないまま現役生活から引退した。
2010年4月に交際12年の女性と結婚。結婚時、夫妻の間には2子が誕生している。
アイルランドからの家系を持つ人物であるが、他にドイツ、サモア、マオリ族の家系を持つ。